# 블로고스피어

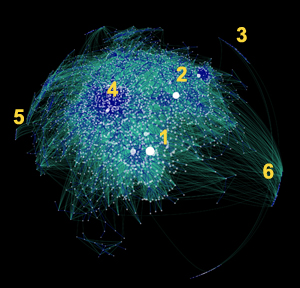

블로고스피어(Blogosphere)는 커뮤니티나 소셜 네트워크 역할을 하는 모든 블로그들의 집합이다.
수많은 블로그는 매우 촘촘하게 연결되어 있으며, 이를 통해 블로거는 다른 사람의 블로그를 읽거나, 링크하거나, 참고해서 자신의 글을 쓰기도 하고, 댓글을 달기도 한다. 이렇게 서로 연결된 블로그가 블로그 문화를 성장시키는 근본이 된다.
블로그스피어(Blogsphere)는 원래 제품 이름이며 블로고스피어와는 다르다.

## 유래
1999년 9월 10일 브래드 그래햄(Brad L. Graham)이 농담조로 블로고스피어(Blogosphere)라는 단어를 쓰면서 만들어졌다.